# 658
El 658 (DCLVIII) fou un any comú començat en dilluns del calendari julià.

## Esdeveniments
- L'emperador romà d'Orient Constant II envia una expedició als Balcans. La seva victòria sobre els àvars portarà un període de pau.

## Naixements
- Willibrord d'Utrecht, missioner i bisbe.

## Necrològiques
- Rei Samo dels eslaus.
- Fulgenci de Cartagena, religiós visigot.
- Erquinoald, majordom de palau franc de Nèustria.